# الکساندر هلب
الکساندر هلب (زاده ۱ مه ۱۹۸۱) اهل بلاروس و بازیکن سابق تیم‌های وولفسبورگ، بارسلونا، آرسنال و تیم ملی فوتبال بلاروس است.
وی سابقه حضور در فینال جام باشگاههای اروپا را نیز به همراه تیم‌های بارسلونا و آرسنال در کارنامه خود دارد.
این بازیکن در سالهای ابتدایی حضور در تیم ملی فوتبال بلاروس به همراه این تیم در تهران در مقابل تیم ملی ایران بازی کرد.